# جوردن غيلبر
جوردن غيلبر (بالإنجليزية: Jordan Gelber)‏ هو ممثل أمريكي، ولد في 1975 في نيويورك في الولايات المتحدة.

## وصلات خارجية
- جوردن غيلبر على موقع IMDb (الإنجليزية)
- جوردن غيلبر على موقع ميوزك برينز (الإنجليزية)
- جوردن غيلبر على موقع قاعدة بيانات برودواي على الإنترنت (الإنجليزية)
- جوردن غيلبر على موقع ديسكوغز (الإنجليزية)
- جوردن غيلبر على موقع قاعدة بيانات الفيلم (الإنجليزية)